# Albatros L.70
L'Albatros L.70 était un avion monomoteur, biplace et biplan, développé par le constructeur aéronautique allemand Albatros Flugzeugwerke GmbH au début des années 1920.
L'Albatros L.70 était un biplan de reconnaissance biplace propulsé par un moteur à piston en V Napier Lion, et un seul a été construit en 1924/1925,.